# Harvard–Yale (amerikansk fotboll)
Harvard–Yale, även kallad The Game, är en årlig match i amerikansk fotboll mellan Harvarduniversitetet och Yaleuniversitetet. Matchen spelas i slutet av november varje år, och lagen turas om att ha hemmaplan (Harvard Stadium och Yale Bowl) vartannat år.
Första upplagan spelades i New Haven den 13 november 1875, och vanns av Harvard med 4-0.

### Fotnoter
1. ↑  Jack Williams (22 november 2014). ”Harvard triumph over Yale to show heart of The Game is still beating strong” (på engelska). Guardian. http://www.theguardian.com/sport/2014/nov/22/harvard-yale-the-game-college-football. Läst 9 november 2015.